# Condado de Middlesex (Virginia)
El condado de Middlesex (en inglés: Middlesex County), fundado en 1673, es uno de 95 condados del estado estadounidense de Virginia. En el año 2000, el condado tenía una población de 9,932 habitantes y una densidad poblacional de 29 personas por km². La sede del condado es Saluda.

## Geografía
Según la Oficina del Censo, el condado tiene un área total de 546 km² (210,8 mi²), de la cual 342 km² (132 mi²) es tierra y 207 km² (79,9 mi²) (38.18%) es agua.

### Condados adyacentes
- Condado de Lancaster (norte)
- Condado de Mathews (sur)
- Condado de Gloucester (suroeste)
- Condado de King and Queen (oeste)
- Condado de Essex (noroeste)

## Demografía
Según la Oficina del Censo en 2000, los ingresos medios por hogar en el condado eran de $36,875, y los ingresos medios por familia eran $43,440. Los hombres tenían unos ingresos medios de $30,842 frente a los $23,659 para las mujeres. La renta per cápita para el condado era de $22,708. Alrededor del 13.00% de la población estaban por debajo del umbral de pobreza.

## Localidades
- Urbanna

### Comunidades no incorporadas
- Deltaville
- Saluda
- Topping